# Anna von Baggovut
Anna Charlotte Juliana von Baggovut (Tallinn, 26 ottobre 1760 – San Pietroburgo, 2 ottobre 1839) è stata una nobildonna russa.

## Biografia
Anna era la figlia di Friedrich Wilhelm von Baggovut, e di sua moglie, Charlotta Eleonora von Rosenthal. Era la sorella di Karl Gustav von Baggovut. La sua famiglia discendeva dalla nobiltà scandinava che emigrò in Estonia con l'invasione svedese.

## Matrimonio
Sposò, il 6 ottobre 1785, il colonnello Gustav Friedrich (Fëdor Jakovlevič) Adlerberg. Ebbero due figli:
- Julija Fëdorovna (1789-1864), sposò Trofim Osipovič Baranov, ebbero sei figli;
- Vladimir Fëdorovič (1791-1884).

Dal 1797 è stata la istitutrice dei figli più giovani della imperatore Paolo I, i granduchi Nikolaj e Mikhail Pavlovič.
Il 24 aprile 1802 divenne presidentessa dell'Istituto Smol'nyj. 

## Morte
Morì il 2 ottobre 1839 a San Pietroburgo.